# 갓켄나라토미가오카역
갓켄나라토미가오카역(일본어: 学研奈良登美ヶ丘駅, がっけんならとみがおかえき)은 일본 나라현 나라시에 있는 긴키 닛폰 철도의 철도역이다.
유일하게 나라 시내에 있는 역이다. 주오 선과 상호직통운전을 실시하고 있어 혼마치 역까지 소요시간은 약 40분인 것 외에 이코마 역에서 긴테쓰 나라 선으로 갈아타는 것으로 오사카난바 역까지 소요시간도 약 30분이므로 오사카 도심에서의 편리성은 비교적 높은 편이다.

## 역 구조
섬식 승강장 1면 2선의 승강장이 있는 고가역이며, 고가에 그대로 놓고 동쪽에 연장하는 것이 가능하고, 노선의 연장을 예정한 구조로 되어 있다. 개찰·중앙광장은 1층, 승강장은 2층에 있다. 개찰구는 남,북 1곳씩 설치되었고, 승강장에는 원맨 운전 지원용의 센서가 설치되어 있다. 이전 개찰 내에 있던 매점은 폐점하여, 자판기 코너가 되었다.
역 사무실은 남쪽 출입구에 위치하여, 북쪽 출입구의 문의는 연락버튼과 마이크를 이용해 실시한다. 북쪽 출입구 및 개찰 외에는 나라 교통 안내소가 있다. 북쪽 출입구에 설치돼 있는 자동매표기의 1대는, 특급권·정기권 구입전용이다.
자동개찰기와 에스컬레이터, 엘리베이터가 모두 설치되어 있다.

### 승강장
| 1 · 2 | ■ 게이한나 선 | 이코마 · 나가타 · 혼마치 · 벤텐초 · 오사카코 · 유메시마 방면 |

## 역세권 정보
이 역은 이코마시와 나라시에 소재하고 있으며, 북동측에는 교토부 세이카정과의 현(縣) 경계도 있다.
당역 고가 아래에 입주하고 있는 점포는 다음과 같다.
- 스미토모 은행 토미가오카 출장소
- ㈜긴테쓰 부동산 토미가오카 영업소

### 북구
- 국도 제163호선

### 남구
- 이온몰 나라토미가오카
- recolax 토미가오카
- 토미가오카키타 중학교
- 나라학원 유치원 · 소학교
- 나라학원 토미가오카 중 · 고등학교
- 토미가오카 공원
- 나라토미가오카 우체국

## 역사
- 2006년 3월 27일: 게이한나 선 이코마 ~ 당역간 연장 개통으로 영업 개시.
- 2007년 4월 1일: PiTaPa 사용 개시.

## 사진

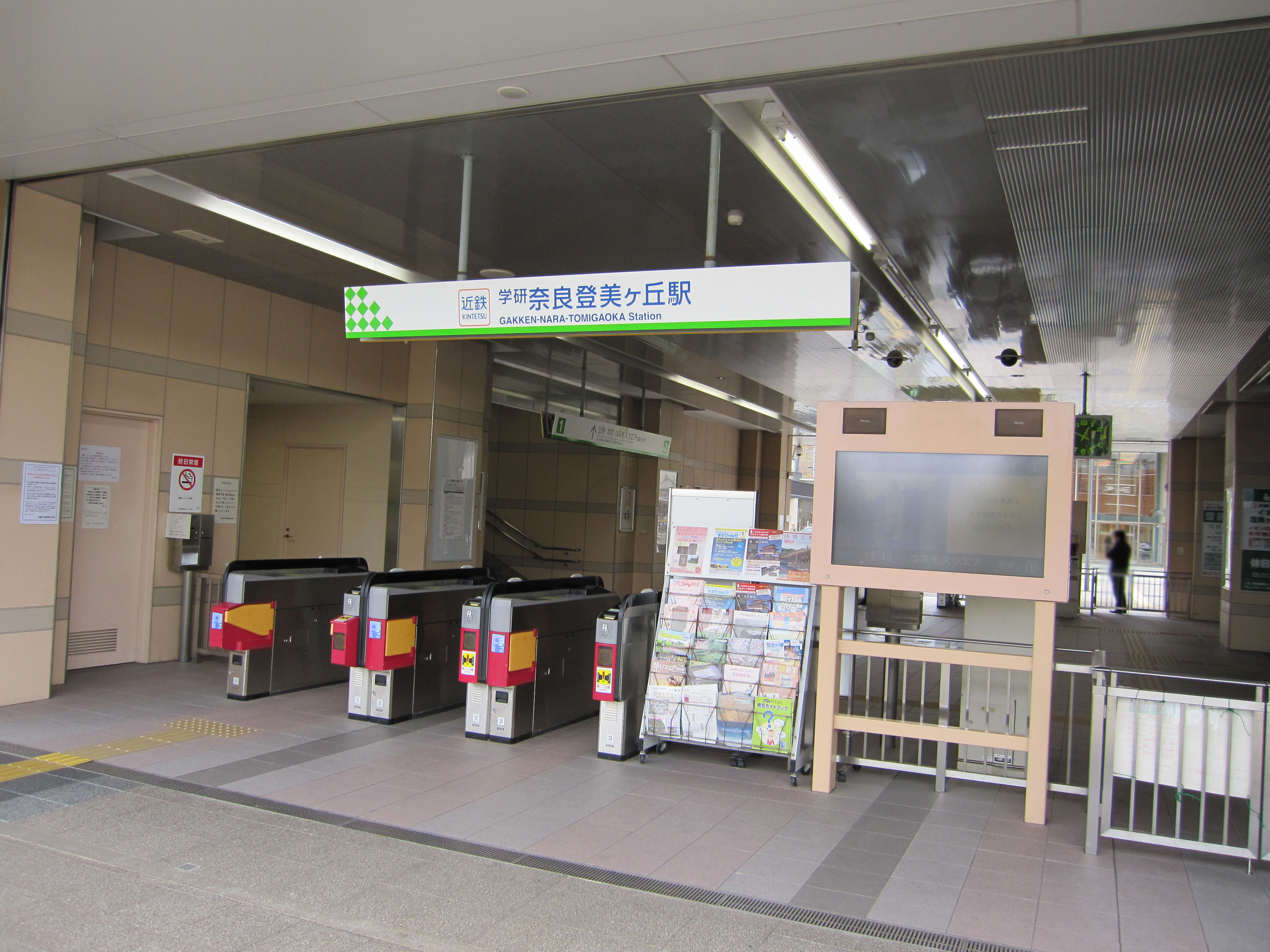
북쪽 개찰구
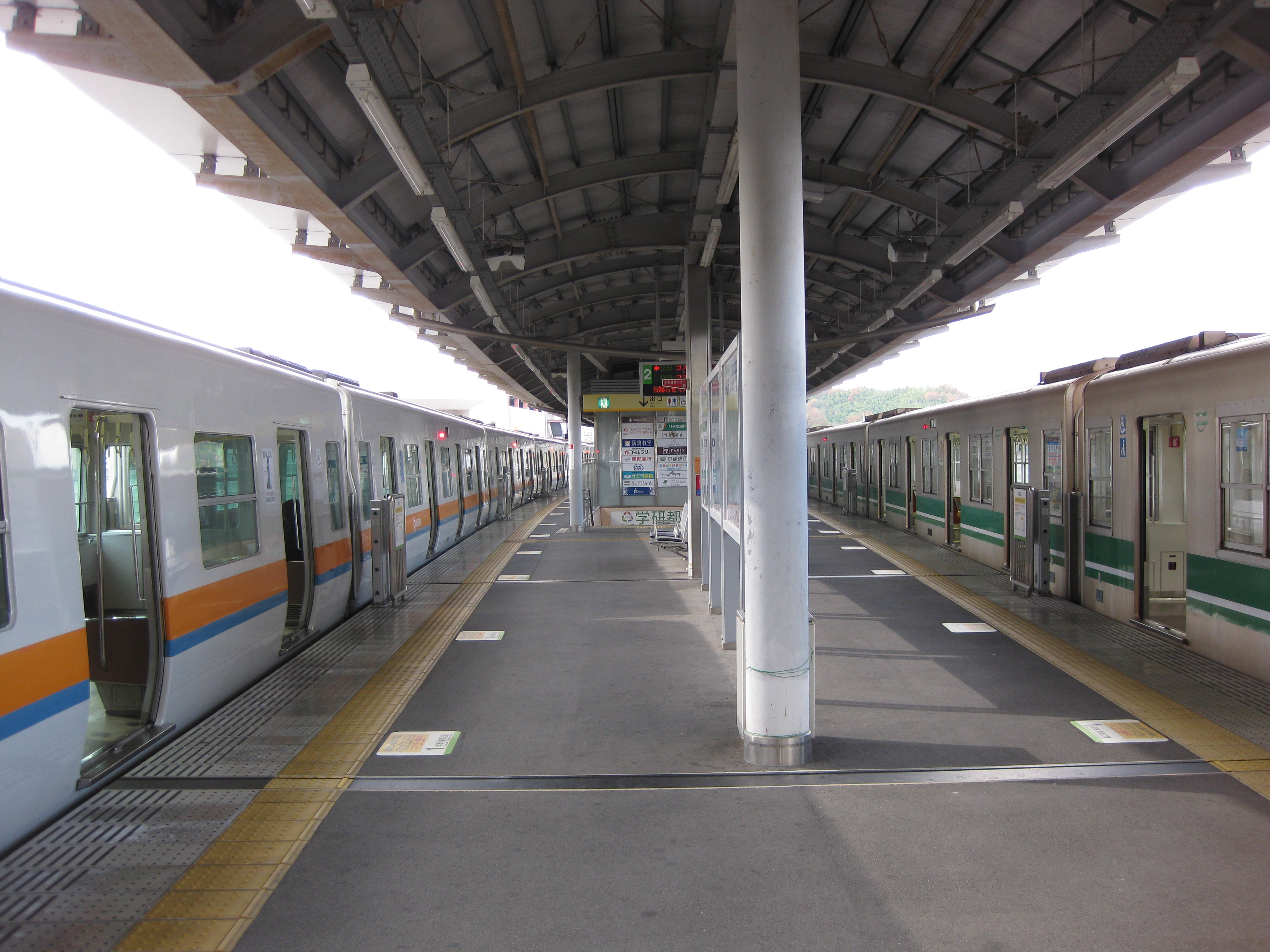
승강장
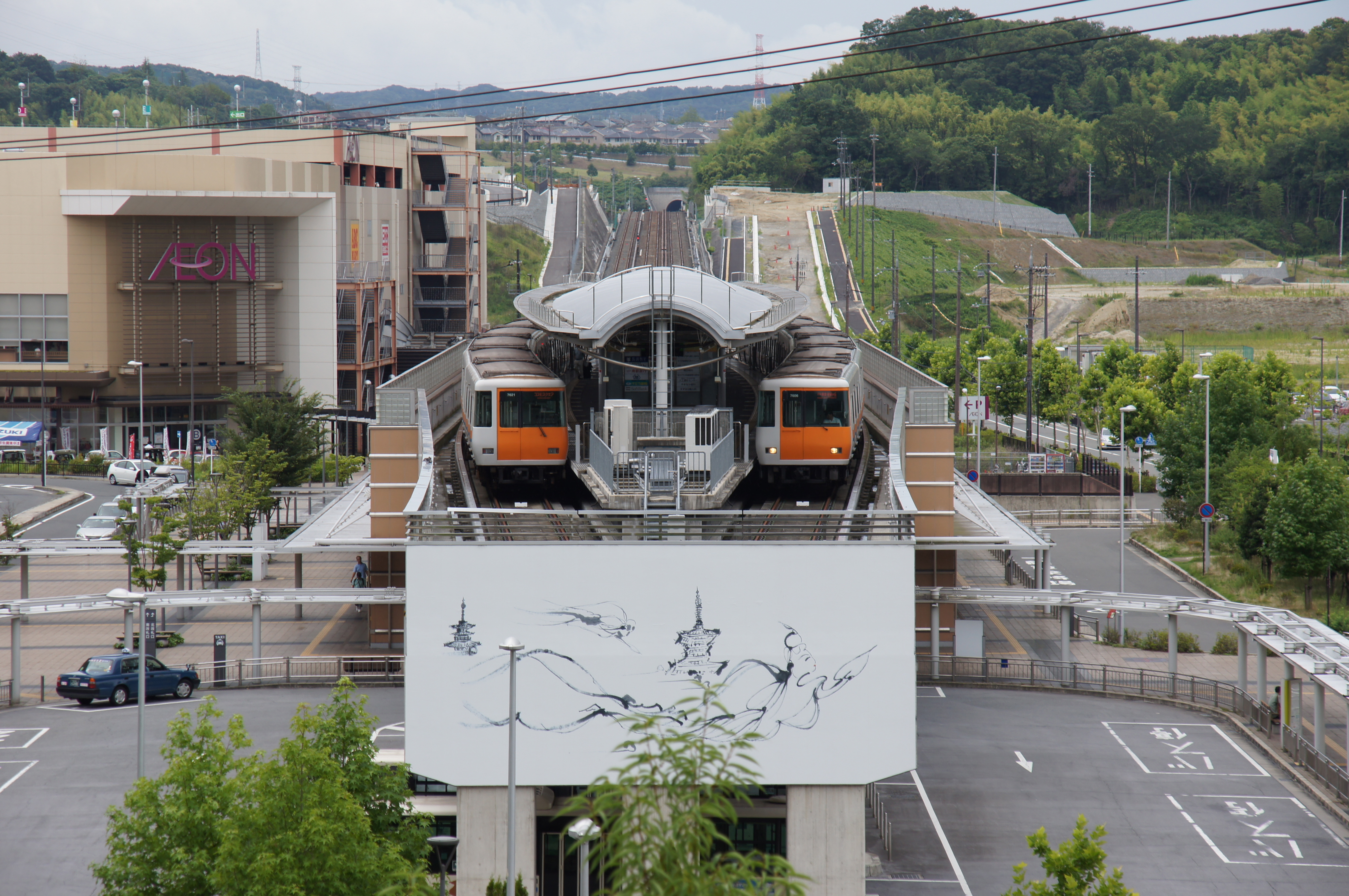
역 동쪽 계단에서 바라본 모습

## 인접역
| 긴키 닛폰 철도                 | 긴키 닛폰 철도               | 긴키 닛폰 철도 |
| ------------------------------ | ---------------------------- | -------------- |
| C29 갓켄키타이코마 나가타 방면 | ■ 긴키 닛폰 철도 게이한나 선 | 시·종착역      |